# USS Enterprise NX-01
De Enterprise NX-01 is een fictief ruimteschip uit de televisieserie Star Trek: Enterprise.

## Korte geschiedenis
De Enterprise was het eerste ruimteschip van de Verenigde Aarde voor langdurig gebruik in de ruimte. De topsnelheid was warp 5,2. De Enterprise werd in gebruik genomen in april 2151. De kapitein van het schip was kapitein Jonathan Archer. De Enterprise maakte het eerste contact met vele buitenaardse volken, waaronder de Romulanen en Klingons. Kort nadat in 2161 de Verenigde Federatie van Planeten werd opgericht, werd de Enterprise uit de vaart genomen en werd het een museumschip. In november 2154 werd een tweede lange-afstandsruimteschip in gebruik genomen: de Columbia NX-02 onder commando van kapitein Erika Hernandez.

## Technische informatie
- Lengte: 225 meter
- Breedte: 131,4 meter
- Hoogte: 34 meter
- Bemanning: 120 (maximaal 142)
- Voortstuwing #1: materie/antimaterie-Warpkern
  - standaard snelheid: warp 4,5
  - maximumsnelheid: warp 5,06 (5,2 in noodsituaties)
  - brandstof: deuterium en antiwaterstof
- Voortstuwing #2: impulsmotoren
  - snelheid: 1/3 lichtsnelheid (134.863.740 kilometer per seconde)
  - brandstof: deuterium
- Bewapening #1: 12 fasers
- Bewapening #2: 6 torpedolanceerbuizen
- Verdediging: duraniumschilden